# STZ-5

Le STZ-5 (STZ) est un tracteur d'artillerie soviétique chenillé construit principalement à l'usine de tracteurs de Leningrad de 1937 à 1942. À l'origine, il s'agissait d'un tracteur agricole. Il fut amplement modifié bien sûr. Il était conçu pour tracter des pièces d'artillerie d'un poids maximum de 8 tonnes. Il a été produit à 9 900 exemplaires, avec quelques variantes spécifiques,,.

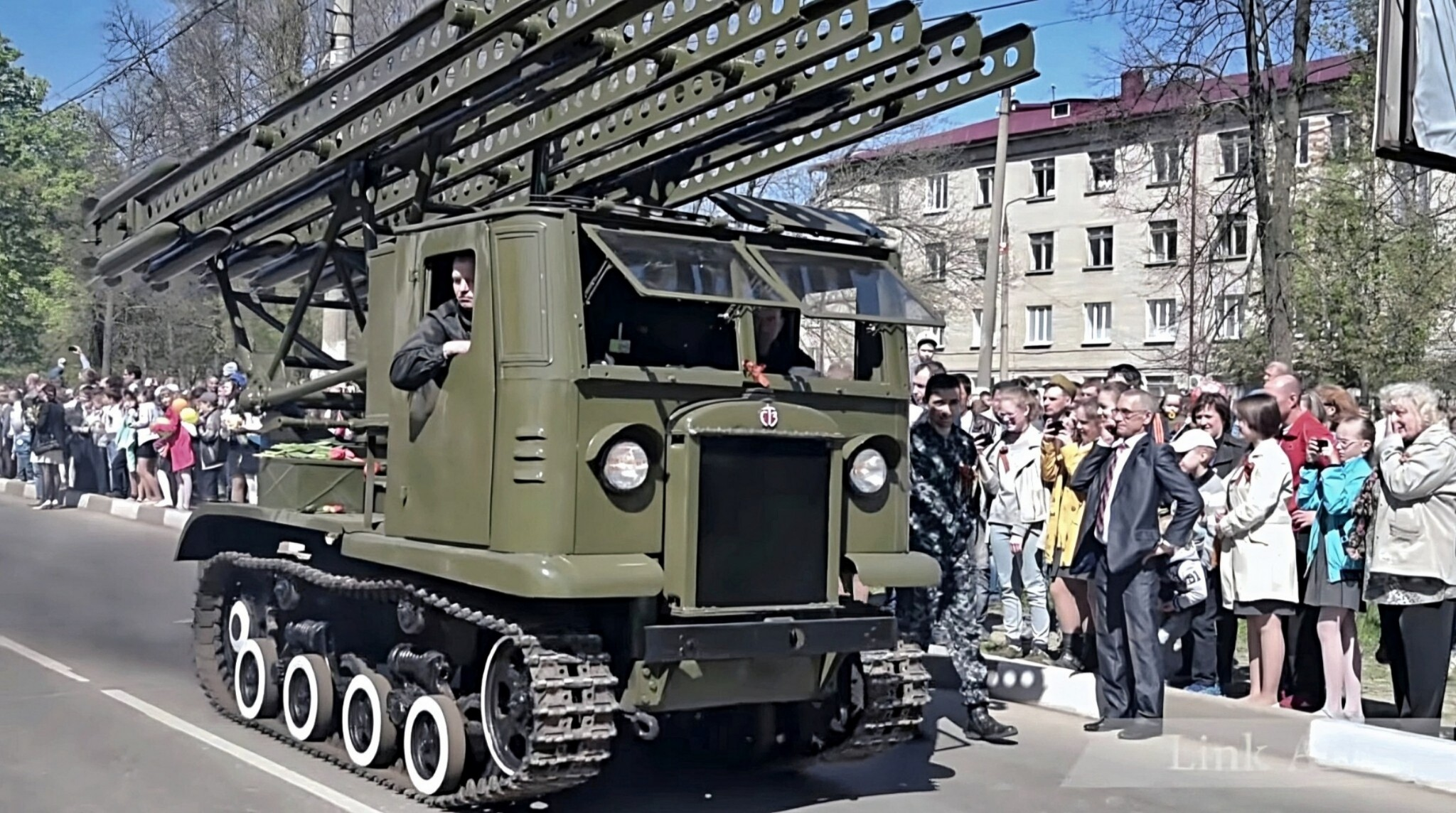
Version munie de Katioucha.

## Description
Le STZ-5 dispose d’une cabine d’équipage entièrement fermée en métal pour deux personnes (cabine avancée, c'est-à-dire sur moteur) avec une plateforme de chargement en bois plat avec des ridelles mobiles en bois. Le moteur multicarburant MA-1 (7,4 l ; 4 cylindres en ligne) avait une puissance de 52 ch (38,8 kW) à 1250 tr/ min. Le STZ-5 était conçu pour pouvoir transporter 1,5 tonne de fret sur sa plateforme ou remorquer 8 tonnes ou moins. Dans des conditions optimales, sa transmission à 6 rapports (5 avant, 1 arrière) pouvait donner au véhicule une vitesse maximale de 25 km/h (15 mph). Il avait une autonomie opérationnelle d'environ 140 km.

## Développement
Le STZ-5 a été conçu à l’usine de tracteurs de Stalingrad à partir d'un projet en 1933. Les concepteurs ont emprunté des éléments et des idées au char léger britannique d'avant-guerre Vickers-Carden-Loyd et au tracteur agricole américain International Harvester TA-40. Leur objectif était de réaliser un véhicule rassemblant les qualités d'un tracteur militaire (remorquage) et d'un tracteur agricole civil. Ils ont développé deux véhicules sur le même châssis et le même moteur, le tracteur agricole STZ NATI 1TA (STZ-3) et le transport militaire STZ NATI 2TB (STZ-5). Les véhicules ont été soumis à essai en 1935 et ont été approuvés mais la conception pour la production de masse s'est poursuivie jusqu’en 1937, date à laquelle la production a commencé.

## Utilisation opérationnelle
Le STZ-5 a donc été utilisé en premier pour remorquer des canons, des obusiers et des canons antiaériens.
La qualité de son moteur en matière de fiabilité et sa capacité pour le tout-terrain étaient reconnues. Par contre, sa faible puissance l'a handicapé. Par ailleurs, la faible largeur de l'engin ainsi que la forte pression au sol auraient semble-t-il entrainé de mauvaises performances dans la neige et la boue.
Un petit nombre de ces véhicules avaient le système de lance-roquettes de 132 mm fixé sur la plateforme (BM-13-16). Bien qu’il ne s’agisse pas d’un système d’arme soviétique courant, ces variantes du STZ-5 ont été utilisées lors des batailles autour de Moscou en 1941 et de Stalingrad en 1942.
L’Armée allemande a facilement réutilisé les tracteurs STZ-5 qu'elle avait capturé en service. Elle les a désignés comme CT3-601 (r).